# Kradenhövel
Kradenhövel ist ein Ortsteil der Gemeinde Hellenthal im Kreis Euskirchen, Nordrhein-Westfalen.
Der Ortsteil liegt südöstlich von Hellenthal. Durch den Ort führt die Landesstraße 17. Entlang des Dorfes fließt der Wolferter Bach.
Kradenhövel gehörte bis zum Ende des 18. Jahrhunderts teils zur Herrschaft Reifferscheid, teils zur Herrschaft Wildenburg.
Die VRS-Buslinie 838 der RVK verbindet den Ort, überwiegend als TaxiBusPlus nach Bedarf, mit seinen Nachbarorten und mit Hellenthal.
| Linie | Verlauf |
| ----- | --- |
| 838   | MiKE (außer im Schülerverkehr): Hellenthal Busbf – Blumenthal – Dommersbach – Kammerwald – Reifferscheid – (Hönningen/Büschem – Dickerscheid – Oberreifferscheid – Hahnenberg –) Wiesen Abzw – (Haus Eichen – Wahld – Hescheld –) Sieberath – Kradenhövel – Unterwolfert – (Unterdalmerscheid – Oberdalmerscheid –) Oberwolfert – Wittscheid – Zehnstelle – Grube Wohlfahrt – Rescheid – Giescheid – Rescheid – Schwalenbach – Kamberg – Schwalenbach – Schnorrenberg (– Neuhaus) |